# Aulus Postumius Tubertus
Aulus Postumius Tubertus byl římský vojevůdce, diktátor, velitel ve válkách s Aequy a Volsky během 5. století př. n. l.
V roce 433 př. n. l. sloužil jako magister equitum (velitel jezdectva) pod diktátorem Mamercem Aemiliem Mamercinem. Jeho zetěm byl Titus Quinctius Cincinnatus Pennus, římský konzul v letech 431 př. n. l. a 428 př. n. l. Když bylo v roce 431 př. n. l. rozhodnuto zvolit diktátora pro vedení války s Aequy a Volsky, konzulové se nemohli dohodnout a možnost volby tak padla na Cincinnata, který se rozhodl pro svého tchána Postumia. Postumius poté spolu s Cincinnatem vyrazil proti nepříteli a dne 18. června vybojoval velké vítězství u hory Algidus, kde již v roce 458 př. n. l. na stejném místě Aequy porazil diktátor Lucius Quinctius Cincinnatus . Po svém návratu do Říma obdržel Postumius triumf.
K bitvě se váže jeden známý příběh. Postumiův syn byl tak natěšen na boj s nepřítelem, že opustil svůj otcem přidělený post, za což ho jeho otec dal popravit. Livius zpochybňoval pravdivost tohoto příběhu s poukazem, že podobná historie je spojována s Titem Manliem Torquatem, konzulem v letech 347, 344 a 340 př. n. l.